# Sender Mertesheim

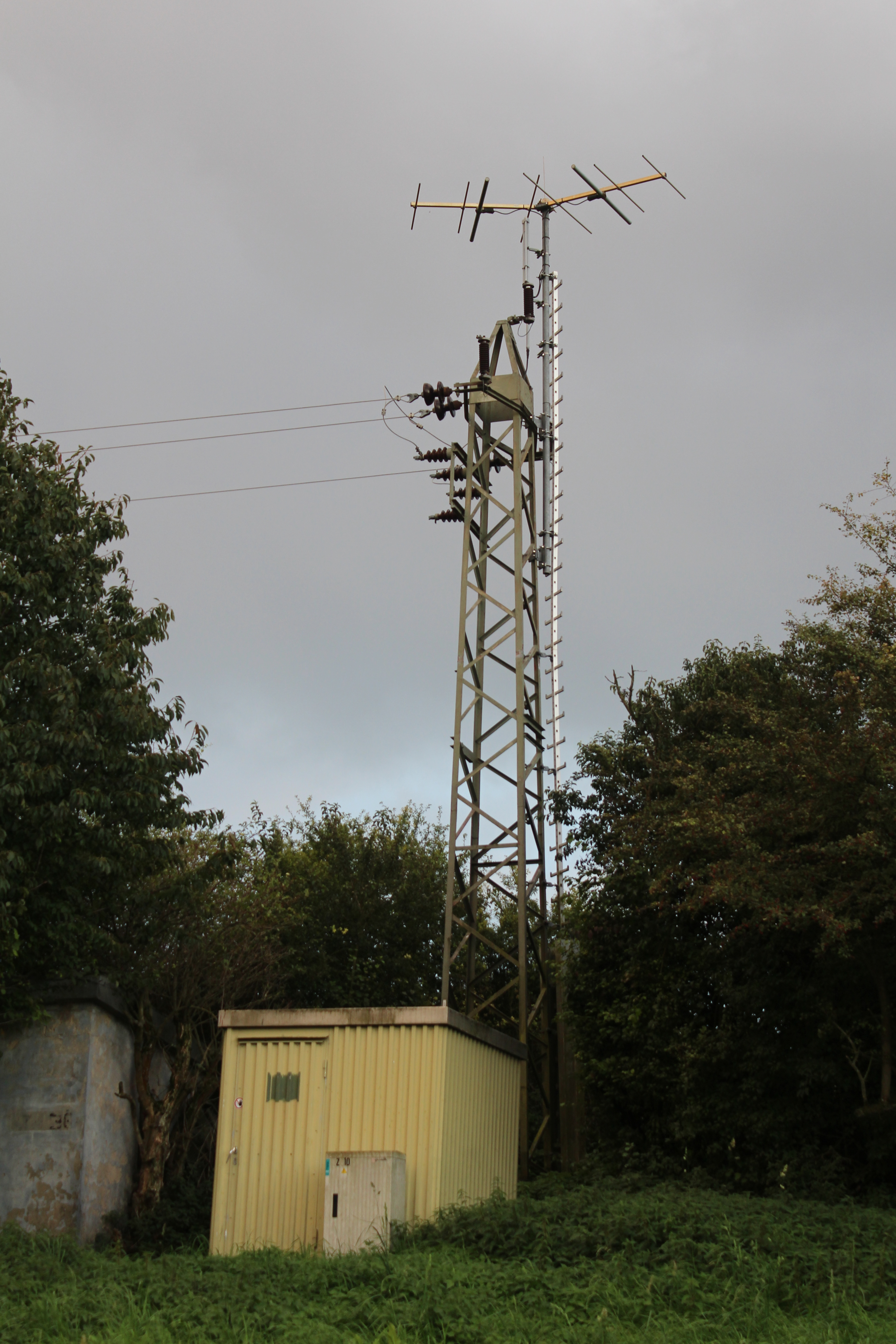
Sender Mertesheim

Der Sender Mertesheim ist eine Sendeanlage für Hörfunk. Sie befindet sich südlich des Ortes Mertesheim in der Pfalz. Als Antennenträger kommt ein Endmast einer Mittelspannungsfreileitung zum Einsatz.
Es ist zwar nicht ungewöhnlich, dass Freileitungsmaste als Träger von Mobilfunkantennen dienen, doch ist ihr Einsatz als Träger von Sendeantennen für Rundfunksender sehr selten und wenn, dann wurde im Regelfall aus statischen Gründen und zur Erreichung der nötigen Antennenhöhe nicht ein Mast der Mittelspannungs-, sondern der Hoch- oder Höchstspannungsebene verwendet.
Von hier wird der Ort Mertesheim versorgt, der aufgrund der Lage im Tal des Eisbachs nicht ausreichend von den umliegenden Großsenderstandorten versorgt wird. Die Reichweite beschränkt sich dementsprechend auf genannten Ort.

## Frequenzen und Programme: Analoger Hörfunk (UKW)
| Frequenz (MHz) | Programm | RDS PS            | RDS PI                | Regionalisierung | ERP (kW) | Antennendiagramm rund (ND)/gerichtet (D) | Polarisation horizontal (H)/vertikal (V) |
| -------------- | -------- | ----------------- | --------------------- | ---------------- | -------- | ---------------------------------------- | ---------------------------------------- |
| 103,3          | RPR1.    | RPR1._LU _RPR1.__ | D8A8 (regional), D3A8 | Ludwigshafen     | 0,05     | D (30–90°, 240–300°)                     | H                                        |